# You and I (Jeff Buckley)
You and I è un album di raccolta postumo di Jeff Buckley, pubblicato nel 2016. Il disco contiene due registrazioni inedite e otto cover.

## Tracce
1. Just Like a Woman (Bob Dylan cover) – 6:28
2. Everyday People (Sly and the Family Stone cover) – 4:32
3. Don't Let the Sun Catch You Cryin' (Louis Jordan and His Tympany Five cover) – 4:02
4. Grace (First studio recording) – 6:11
5. Calling You (Jevetta Steele cover) – 4:59
6. Dream of You and I – 4:30
7. The Boy with the Thorn in His Side (The Smiths cover) – 3:34
8. Poor Boy Long Way from Home (Bukka White cover) – 6:02
9. Night Flight (Led Zeppelin cover) – 4:54
10. I Know It's Over (The Smiths cover) – 7:02